# 전파견문록
전파견문록(電波見聞錄)은 1999년 10월 23일부터 2005년 10월 17일까지 방송되었던 예능 프로그램이다.

## 역대 패널
- 김국진
- 김용만
- 은지원
- 박경림
- 이의정
- 주영훈
- 조형기
- 탁재훈
- 윤다훈
- 유정현
- 정은아
- 신정환
- 손지창
- 김종서
- 신승훈
- 김제동
- 이승환
- 홍진경
- 김진표
- 엄정화
- 채림
- 송대관
- 태진아
- 최수종
- 김진
- 이수영
- 오연수
- 서민정
- 이정현
- 이승기
- 김태현
- 장나라
- 김종국
- 하춘화
- 임창정
- 권오중
- 안연홍
- 송은이
- 김태욱
- 채시라
- 최강희
- 이윤석
- 박광현
- 수애
- 주현
- 이선희
- 조정린
- 정선경
- 정성호
- 김C
- 양희은
- 이지훈

## 방송 시간
| 방송 채널 | 방송 기간                           | 방송 시간                            |
| --------- | ----------------------------------- | ------------------------------------ |
| MBC TV    | 1999년 10월 23일 ~ 2000년 10월 28일 | 매주 토요일 밤 9시 45분 ~ 10시 35분  |
| MBC TV    | 2000년 11월 4일 ~ 2001년 10월 27일  | 매주 토요일 밤 10시 15분 ~ 11시 10분 |
| MBC TV    | 2001년 11월 5일 ~ 2002년 3월 25일   | 매주 월요일 저녁 7시 25분 ~ 8시 20분 |
| MBC TV    | 2002년 4월 1일 ~ 2005년 10월 17일   | 매주 월요일 저녁 7시 20분 ~ 8시 20분 |

## 역대 게임
퀴즈! 회전목마
팀대결로 팀별 지그재그로 자리 배치해 스피드퀴즈처럼 문제를 내며, 출연하는 어린이는 답을 맞힌다.
앙케트! 눈높이 100!
100명의 어린이를 대상으로 한 앙케이트 문제이며, 보기 3개의 답 중 하나를 선택한다.
요건 몰랐지?
어떤 물건을 갖고 어떤 용도를 쓰는지 상상할 수 없는 답을 맞혀야 한다.
학교종이 땡땡땡
초등학교 때 배웠던 과목들을 문제로 풀어본다.
회전퀴즈 빙글뱅글
돌아가는 원판 위에서 출연자들이 어린이에게 제시된 단어를 온몸을 이용해 의성어와 의태어로만 설명하는 코너!! 돌아가는 회전판 위에서 펼쳐지는 한 판 승부~ 누가 제일 어린이의 마음으로 문제를 낼 수 있을까요?
내가 최고야!
어린이들의 눈을 통해 출연자들의 이미지를 알아본다.
에피소드 퀴즈 나 어릴 적에!
'나 어릴적엔 말이야...' 스타들의 엄청난 과거가 공개됩니다!! 스타들은 어린 시절 그리고 학창시절에 어떤 쇼킹한 일들을 경험했을까요? 순수팀, 전파팀 팀 별로 쇼킹한 추억담을 공개하는데요!!! 그 추억담의 실제 주인공은 단 한명!!! 나머지 3명은 마치 자신이 그 추억담의 주인공인 것처럼 상대팀을 완벽히 속여야 합니다!! 그들의 눈 속에서, 말 한마디 한마디에서 진실과 거짓을 찾아내야 이길 수 있다!!! 진실의 주인공을 밝혀내지 못한 팀에게는 무시무시한 벌칙이 기다리고 있다는데... 만약 에피소드의 주인공을 밝혀낸다면?? 타임캡슐 안에서는 엄청난 일이 벌어진다는데!! 지금까지 전혀 공개되지 않았던 스타들의 추억들이 ‘나 어릴적에...’의 타임캡슐 속에서 낱낱이 공개됩니다!!
퀴즈! 순수의 시대
어떤 어린이가 이 단어를 보고 이렇게 생각했다. 그 단어가 무엇인지 맞혀야 한다.

## 결방 사유 및 편성 변경
1999년
- 12월 4일 : MBC 창사특선대작 <딥 임팩트> 편성으로 인한 결방
- 12월 25일 : 성탄특선영화 <터뷸런스> 편성으로 인한 결방

2000년
- 1월 1일 : 밀레니엄 특집 편성으로 인한 결방
- 2월 5일 : 설특집 편성으로 인한 결방
- 10월 21일 : 2000 MBC 대학가요제 편성으로 인한 결방
- 12월 9일 : 창사 39주년 특집드라마 가시고기 편성으로 인한 결방
- 12월 30일 : 2000 MBC 연기대상 편성으로 인한 결방

2001년
- 10월 20일 : 2001 MBC 대학가요제 편성으로 인한 결방

2002년
- 6월 10일 : 2002년 FIFA 월드컵 <포르투갈 VS 폴란드> 중계방송으로 인한 결방
- 10월 14일 : 2002 부산 아시안 게임 폐회식 중계방송으로 인한 결방

2003년
- 5월 5일 : 어린이날 특집 편성으로 인한 결방
- 9월 29일 : 아시안컵 축구 선수권 대회 예선 <대한민국 VS 네팔> 중계방송으로 인한 결방

2004년
- 8월 16일 : 특집 생방송 <스타탄생> 편성으로 인한 결방

2005년
- 6월 13일 : MBC 세계 유소년 축구대회 전야제 편성으로 인한 결방
- 9월 19일 : 추석특집 <삼순이 선발대회> 편성으로 인한 결방
- 9월 26일 : <스타 자서전 - 생각난다> 편성으로 인한 결방

## 같이 보기
- 환상의 짝꿍